# Hugues II de Vaudémont
Pour les articles homonymes, voir Hugues II.
Hugues II de Vaudémont, mort en 1242 fut comte de Vaudémont de 1188 à 1242. Il était fils de Gérard II, comte de Vaudémont, et de Gertrude de Joinville.
Il épouse en 1189 Hedwige de Reynel, dame de Gondrecourt, fille de Wiard, seigneur de Reynel, et d'Émeline de Gondrecourt, et a :
- Hugues III († 1244), comte de Vaudémont ;
- Geoffroy, seigneur de Gondrecourt ;
- Gérard ;
- Gauthier, probablement mort avant 1235 ;
- Thiébaud, chanoine à Toul ;
- Comtesse ;
- une fille, nonne à Etanches.

Au début de son règne, il est surtout connu par des donations en faveur d'abbayes. En 1202, un traité de paix entre le duc de Lorraine Simon II et le comte de Bar Thiébaut Ier. Vingt-cinq ans plus tôt, Simon II et son frère Ferry Ier de Bitche s'étaient opposés pour la succession de Lorraine, ce qui avait conduit à un partage du duché. Sans enfant, il avait désigné pour lui succéder son neveu Ferry II, le fils de Ferry Ier. Pour obtenir le soutien du comte de Bar, il lui céda par le traité de 1202, la suzeraineté du comté de Vaudémont. C'est ainsi qu'en 1205, à la mort de Simon II, Hugues II devint le vassal du comte de Bar.
Cela ne l'empécha pas de suivre sa propre politique. C'est ainsi que lors du conflit qui opposa Érard de Brienne à Thibaud IV à propos de la succession du comté de Champagne, il prit parti pour Erard alors que le comte de Bar choisi Thibaut.
Il teste le jour de la Pentecôte 1235 (ce testament est un des documents les plus précis sur l'étendue du comté de Vaudémont) et partage ainsi ses possessions :
- à Hugues, il laisse la plus grande partie du domaine patrimonial, soit le comté de Vaudémont et les terres de Châtel-sur-Moselle, de Vitry et de Vandéléville,
- à Geoffroy, il laisse, une partie de l'héritage maternel, soit principalement la terre de Gondrécourt,
- à Gérard, le reste de l'héritage maternel, soit Urufle, Saint Christophe, Chenièvre et Ary, ainsi que quelques terres relevant du comté de Bourgogne.

## Source
- Michel François, Histoire des comtes et du comté de Vaudémont des origines à 1473, Nancy, Imprimeries A. Humblot et Cie, 1935, 459 p. [détail des éditions]